# سم في الهواء
صدرت رواية «سم في الهواء» للكاتب جبّور الدويهي وهو كاتب وقاصّ وروائي لبناني له العديد من المؤلفات: «حيّ الأميركان" (جائزة سعيد عقل 2015)،»شريد المنازل «(جائزة» الأدب العربي«2013 وفي القائمة القصيرة للـ» جائزة العالمية للرواية العربية" 2012)، "مطر حزيران" (في القائمة القصيرة للـ «جائزة العالمية للرواية العربية» 2008). تُرجمت رواياته إلى الفرنسية والإنجليزية والألمانية، والإيطالية، والإسبانية، والتركية. لغة الكتاب جميلة ومزاوجة ممتعة بين التاريخ والواقع.

## ملخص الرواية
تدور احداث الرواية حول عائلة مؤلفة من رجل بالغ، يعمل إسكافياً، وامرأته، وولدهما الوحيد، يربى في أجواء مشحونة بالخوف من الاقتتال داخل البلدة. فماذا تحكي الرواية؟ ونعرف أن هذه البلدة شمالية، وتتصل بمدينة طرابلس، وأن اقتتالا بين أبنائها يجبر العائلة على مغادرتها إلى بيروت (الغربية) بلغة الحرب الأهلية، وأن هذه الحرب تحملها، للمرة الثالثة، على التهجّر إلى الشرقية، والإقامة في المناطق المتجانسة (طائفياً). وفي هذه الأثناء، يكبر الفتى (لا اسم له، ولا اسم لأبيه أو لأمّه ولا لعمّته وخالته، لدواعٍ نتحدث عنها لاحقاً)، ويلتحق بالعمل الفدائي في الأردن (سراً) مأخوذاً بشعارات القومية، فيخذله ارتياب بعض القادة بحركة فتح في دوافعه، وهو الماروني، فيعود القهقري إلى كنف عائلته. ومن ثمّ ينال هذا الشاب (الراوي) الإجازة بالأدب الفرنسي، ويباشر التدريس في ثانويات المدينة (ابن خلدون، ثم الراعي الصالح). ويعقد صداقات مع جماعات من اليسار (التروتسكيين العرب)، وينساق معهم إلى بعض أعمال التخريب الطفيفة بحقّ الأثرياء، وذوي النفوذ في المدينة. ولكنّ الأمور تسوء، ويحدث حريق في منزل العائلة حيث كان الشاب قد وضع صندوقاً فيه ثلاث قنابل يدوية وبنادق رشاشة، فيتهدّم جزء من المنزل، ولا يعود قابلاً للسكن. عندئذ، تنتقل العائلة للإقامة في المنطقة الشرقية، وبمال سخيّ من عمّة الراوي ذات الميراث الذي جمعته من المهجر. ولمّا كان الراوي، الشاب والمعلّم، منكبّاً على القراءة ومطالعة الأدب الأجنبي والفلسفة، وكان لا يزال عازباً، عنَّ له أن يتزوّج هو الماروني، بمعلّمة الفلسفة في المدرسة، وهي شيعية. وإذ امتنعت الكنائس الكاثوليكية عن تزويجهما، بدافع اختلاف الدين، ارتأى الزواج لدى الأشوريين، فتمّ له ذلك. غير أنّ الخلاف الكبير سرعان ما نشأ بين الزوجين حول أمور تفصيلية، لها صلة بالفنون، والألوان، والانتماء الريفي، إلى أن اكتشف الراوي خيانة زوجته له، فقرر معاقبتها، فضربها وكسر لها يدها، فترتّب على ذلك حبسه سنتين ونيفاً، حدث الطلاق بينهما خلالهما. وفي ختام الرواية، نلمح الراوي وقد انعزل في إحدى القرى المطلّة على البحر، وحيداً إلا من كتبه، واليمامات، ومنظر مدينة بيروت المحترقة والمتفجرة، في 4 أغسطس (آب) عام 2020، يختتم الرواية.
هناك السرّ في شخصية الراوي، بل البطل الناجي من الحروب ان هناك سمات مشتركة للبطل السّلبي والضحية وكانت هذه الشخصية لا تحمل اسماً صريحاً. وفي نهاية ألحدث يصل الكاتب إلى شخصية المثقّف النموذجية كاملة الأوصاف، أي النقيض من صورة الشخصية المجرّدة من الصفات التي أرادها. لكنه ذكر أسماء شوارع في طرابلس وبيروت مما جعل الرواية لا تخلو من السرد لواقع لبنات وشخصيات المتصارعة ما بين المثقف والجاهل، السلبي والمتفائل. ففيها الكثير من الواقعية والتاريخ.